# Pavel Gregorić
Pavel Gregorić (Zagreb, 3. travnja 1972.) hrvatski je filozof.

## Životopis
Rani život
Rođen je u Zagrebu gdje je završio osnovnu i srednju školu.
Obrazovanje
Diplomirao je filozofiju i komparativnu književnost na Filozofskom fakultetu u Zagrebu 1996. godine. Magistrirao je filozofiju na koledžu Merton Sveučilišta u Oxfordu 1998. godine. Na istom koledžu doktorirao je filozofiju 2003. godine.
Zaposlenje
Od 2000. do 2011. godine radio je na Odsjeku za filozofiju Filozofskog fakulteta u Zagrebu u zvanju asistenta (2000. – 2003.), višeg asistenta (2003. – 2006.) i docenta (2006. – 2011.). Od 2011. do 2017 godine radio je na Odjelu za filozofiju Hrvatskih studija u zvanju izvanrednog profesora. Od 2017. godine radi na Institutu za filozofiju kao znanstveni savjetnik.

## Javni angažman

### Ateizam
Gregorić je veoma zapažen i kao ateist. U medijima je čest komentator o religijskim temama, a tokom godina bio je sudionikom nekoliko tribina i rasprava s katoličkim teolozima, svećenicima i laicima.

## Privatni život
Unuk je jugoslavenskog političara Pavla Gregorića i bratić glumice Bojane Gregorić.

## Vanjske poveznice
- Osobna stranica Pavela Gregorića
- Osobni blog Pavela Gregorića 'Blogomdan'